# Talladehi
Talladehi (nepalski: तल्लादेही) – gaun wikas samiti w zachodniej części Nepalu w strefie Mahakali w dystrykcie Baitadi. Według nepalskiego spisu powszechnego z 2011 roku liczył on 558 gospodarstw domowych i 2929 mieszkańców (1554 kobiety i 1375 mężczyzn).